# Mont Apica
Pour les articles homonymes, voir Apica.
Ne doit pas être confondu avec le territoire non organisé de Mont-Apica
Le mont Apica culmine à 880 m dans la réserve faunique des Laurentides, dans le territoire non organisé de Mont-Apica, dans la municipalité régionale de comté (MRC) de Lac-Saint-Jean-Est, dans la région administrative du Saguenay–Lac-Saint-Jean, au Québec, Canada.

## Toponymie
Le toponyme « mont Apica » a été officialisé le 5 décembre 1968 à la Banque des noms de lieux de la Commission de toponymie du Québec.

## Géographie
Le sommet de la montagne est situé à 2,2 km au nord-ouest du centre du village de Mont-Apica, à 1,0 km au sud-ouest de la route 169, à 1,6 km au sud-ouest du cours de la rivière Chicoutimi et à 2,0 km à l'est du cours de la rivière aux Canots Est.

## Station météorologique
Un radar météorologique (47° 58′ 41″ N, 71° 25′ 51″ O) et une station météo au sommet du mont Apica servaient autant pour la base de Bagotville que pour le Service météorologique du Canada. Après la fermeture du centre, tous les radars ont été transférés au site du lac Castor (48° 34′ 33″ N, 70° 40′ 04″ O) à 35 km de la BFC Bagotville, au nord de la rivière Saguenay.
Les radars météorologiques du mont Apica, puis du lac Castor faisaient partie du réseau canadien de radars météorologiques mais sous propriété des Forces armées. En 1999, lors d'une campagne de modernisation du réseau, ce dernier a été le second radar du réseau à suivre une cure de rajeunissement grâce à la notoriété du déluge du Saguenay de 1996. À la suite d'un renouvellement du réseau, le site du lac Castor a été remplacé le 6 février 2023 par un radar moderne de bande S construit à nouveau au Mont Apica (CASMA) et sous la responsabilité entière du SMC,. Le 1er juin 2023, le SMC a annoncé que le radar du lac Castor a été définitivement désactivé.
La station météorologique du mont Apica est l'un des endroits qui a reçu le plus de neige, 80,2 cm, lors de la tempête de neige du 3 au 5 mars 1971 sur l'est du Canada communément appelée la « tempête du siècle au Québec ».